# Ellen Preis
Ellen Preis (n. 6 mai 1912, Berlin, Imperiul German – d. 18 noiembrie 2007, Viena, Austria) a fost o scrimeră austriacă specializată la floretă, laureată cu trei medalii olimpice – una de aur și două de bronz – în trei ediții ale Jocurilor Olimpice. A fost și triplă campioană mondială la individual.

## Carieră
Născută în Berlin dintr-un tată german și o mama austriancă, a deținut dublă cetățenie. A mers la Viena în 1930 și s-a apucat de scrima la clubul mătușii ei, Wilhelmine Werdnik, prima campioană la scrimă din Germania. După ce a fost refuzată de Federația Germană de Scrimă, a ales cetățenia sportivă austriacă. A participat la Jocurile Olimpice de vară din 1932, unde a ajuns în faza finală. Cu opt victorii și o înfrângere, a întâlnit-o pe Heather „Judy” Guinness într-un meci de baraj pentru medalia de aur. Încă nu exista aparatul electric de control al tușelor în perioada respectivă: tușele erau atribuite de niște judecători. În timpul meciului, Judy Guinness a notificat de două ori ca a fost lovită, chiar dacă judecătorii nu l-au observat. În cele din urmă Ellen Preis a câștigat aurul, scorul fiind 5–3.
După ce s-a retras din carieră sportivă la vârsta de 50 de ani, a dat lecții de scrimă pentru actori la Burgtheater și lecții de respirație la Universitatea de Muzica și de Artele spectacolului din Viena.

## Legături externe
Materiale media legate de Ellen Preis la Wikimedia Commons
- en Ellen Preis la Olympedia.org